# ヤージュニャヴァルキヤ

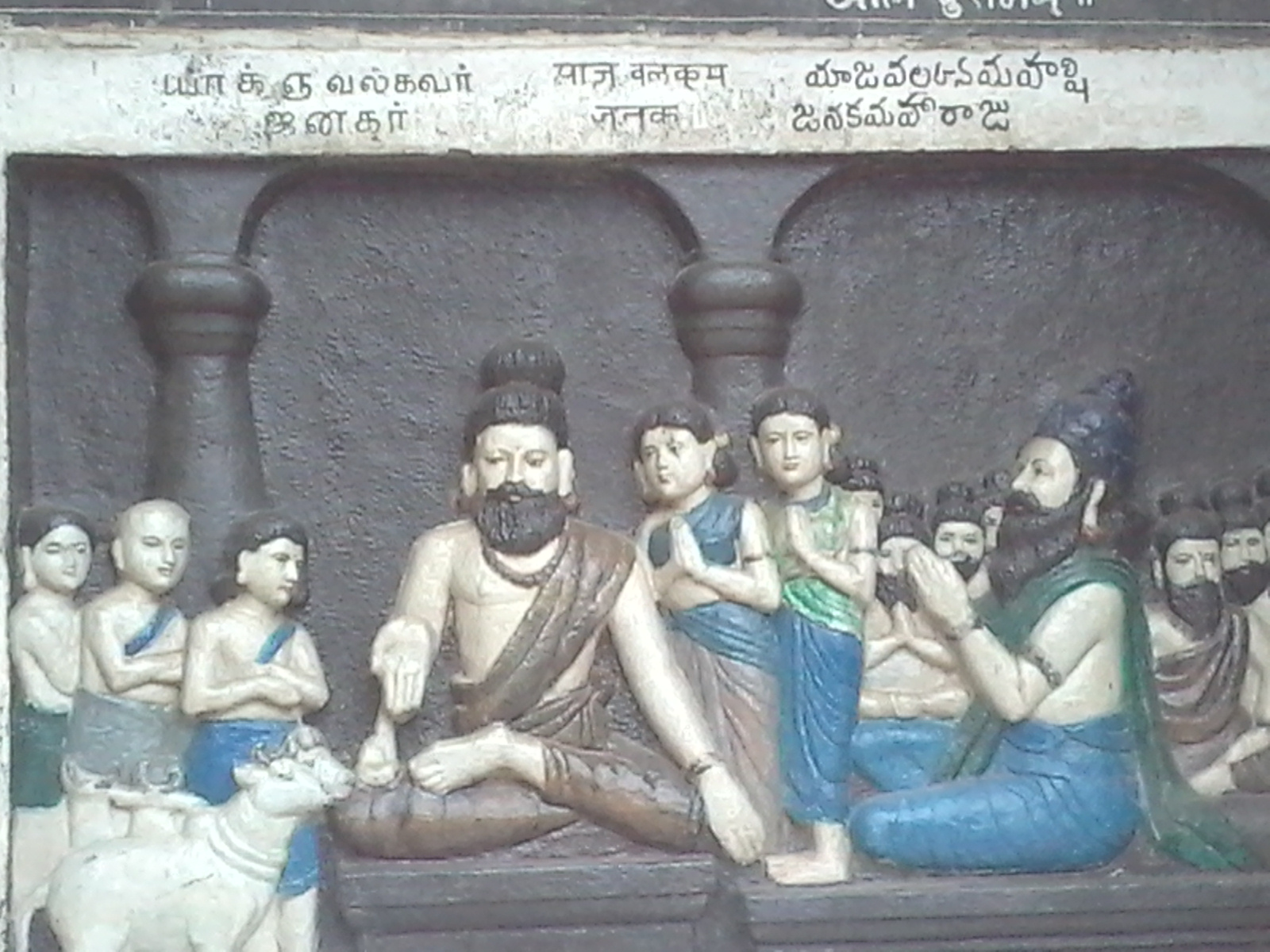
ヤージュニャヴァルキヤが『ブラフマン』をジャナカ王に説く場面

ヤージュニャヴァルキヤ（Yājñavalkya, 漢訳: 祭皮衣仙）は、インド哲学におけるウパニシャッド最大の哲人、「聖仙」とも称される古代インドの哲人。およそ紀元前750～前700年の人物。生没年不詳。ウッダーラカ・アールニの弟子と伝えられ、梵我一如の哲理の先覚者として著名である。太陽神から授けられたという白ヤジュル・ヴェーダの創始者でヨーガ哲学の元祖ともいわれる。王仙ジャナカと共に後の仏陀の思想、仏教の道を用意したという説もある。
『ブリハッド・アーラニヤカ・ウパニシャッド』では、この世は巨大な馬の胎内にあり、太陽は唯一外界（光の世界）を覗き見る馬の眼であるとする世界観を示したが、同書を翻訳した高楠順次郎はその解説で「わがヤージュニャヴァルキヤ」と呼んで絶賛した。

## 概略
ヤージュニャヴァルキヤは、『ブリハッド・アーラニヤカ・ウパニシャッド』など初期のウパニシャッド（奥義書）に登場する。彼の哲学の中心はアートマン（真我）論である。彼によれば、この世界はすべてアートマンにほかならない。それは唯一のものである。しかし一方では、アートマンは純粋な意味で認識の主体にほかならないのであるから、決して対象にはなりえない。したがってそれは把握することも表現することも究極的には不可能であることを示し、アートマンは「～ではない、～ではない」（ネーティ、ネーティ）としか言いようのないことを説いた。

ヴィデーハ国のジャナカ王の宮廷に招かれた公開討論会において、並み居る論敵を圧倒、最大の論争相手ヴィダグダ・シャカーリアを論破して千頭の牛を獲得したとのエピソードをもっている。